# St. Josef (Gstaad)

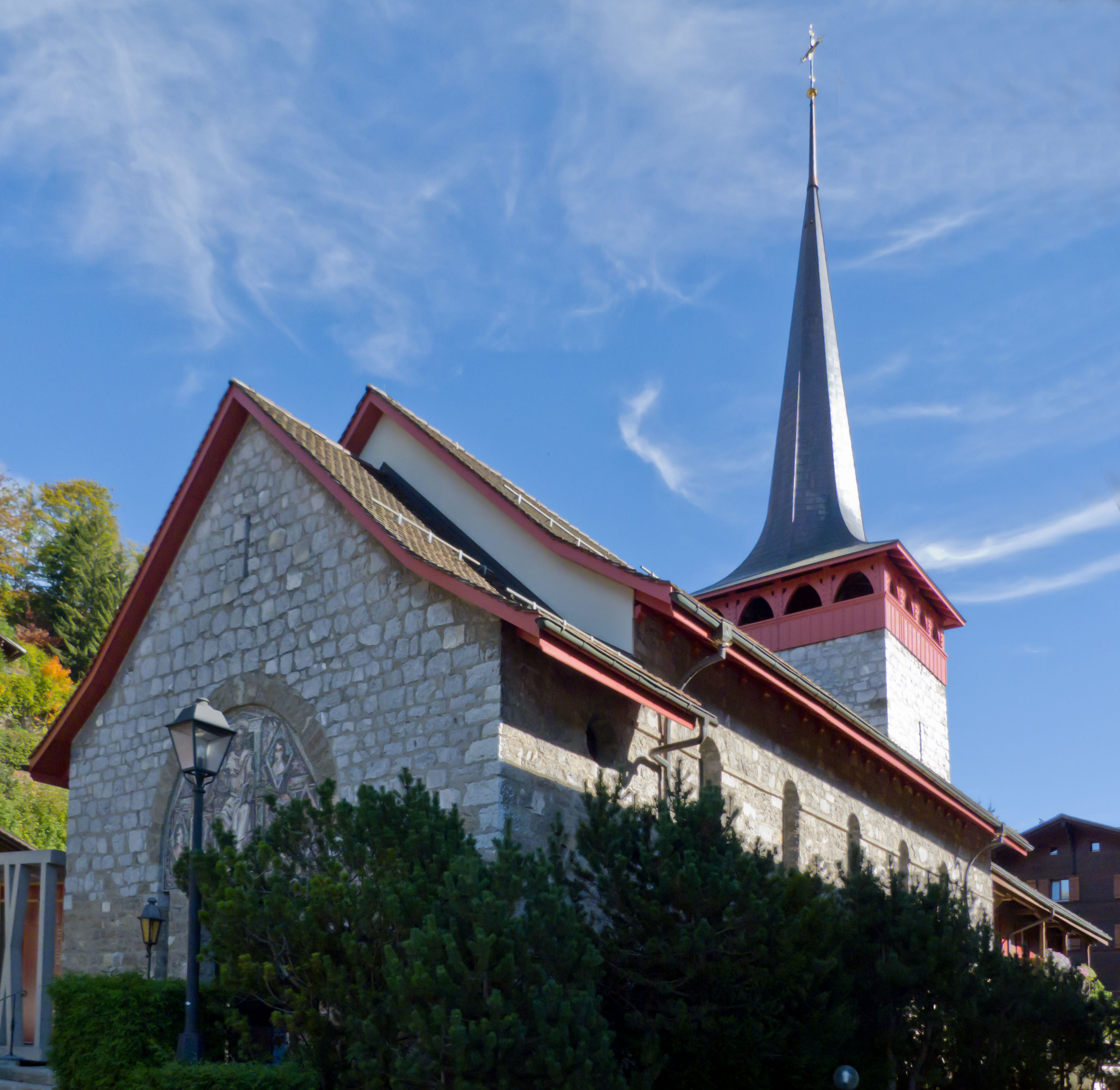
St. Josef Gstaad

Die Kirche St. Josef ist die römisch-katholische Pfarrkirche von Gstaad. Sie wurde in den Jahren 1927 bis 1930 erbaut. Die Kirche  ist samt dem Pfarrhaus im kantonalen Bauinventar als „schützenswertes K-Objekt“ eingestuft.

## Geschichte
Die katholische Kirchgemeinde Gstaad mit 2996 Konfessionsangehörigen umfasst das Gebiet der Einwohnergemeinden Saanen, Gsteig bei Gstaad, Lauenen, Boltigen, Zweisimmen, St. Stephan BE und Lenk. Die Pfarrei im Pastoralraum Berner Oberland umfasst das Saanenland (Saanen, Gsteig, Lauenen) und das obere Simmental (Boltigen, Zweisimmen, St. Stephan, Lenk). Gottesdienstorte sind in Gstaad, Zweisimmen und an der Lenk.
Bereits ab 1898 wurden durch den Thuner Pfarrer Charles Albert Cuttat (1847–1932) für die Kurgäste Gottesdienste in Berner Oberländer Kurorten gefeiert. Grosse Verdienste für eine eigene Kapelle in Gstaad hatte neben dem Thuner Pfarrer Alphonse Feune der Kurgeistliche Jaquetin-Jouberty aus Genf. Durch ihre Initiative wurde 1929 mit dem Bau begonnen. Die Kirche wurde 1930 fertiggestellt und am 20. Juli 1930 durch den Bischof von Basel Joseph Ambühl konsekriert. Die Anerkennung der Pfarrei erfolgte durch Beschluss des Grossen Rats von Bern am 5. März 1939.
Die römisch-katholische Kirchgemeinde Gstaad geht zurück auf den Kultusverein Thun. Die Pfarrei Gstaad gehörte durch Dekret des Grossen Rats vom 8. März 1939 zunächst zur neu geschaffenen Kirchgemeinde Spiez. Mit der Aufteilung der Kirchgemeinde Spiez gemäss Beschluss des Grossen Rats vom 12. September und 18. Oktober 1972 wurde die heutige Kirchgemeinde Gstaad per 1. Januar 1973 konstituiert.

## Baubeschreibung

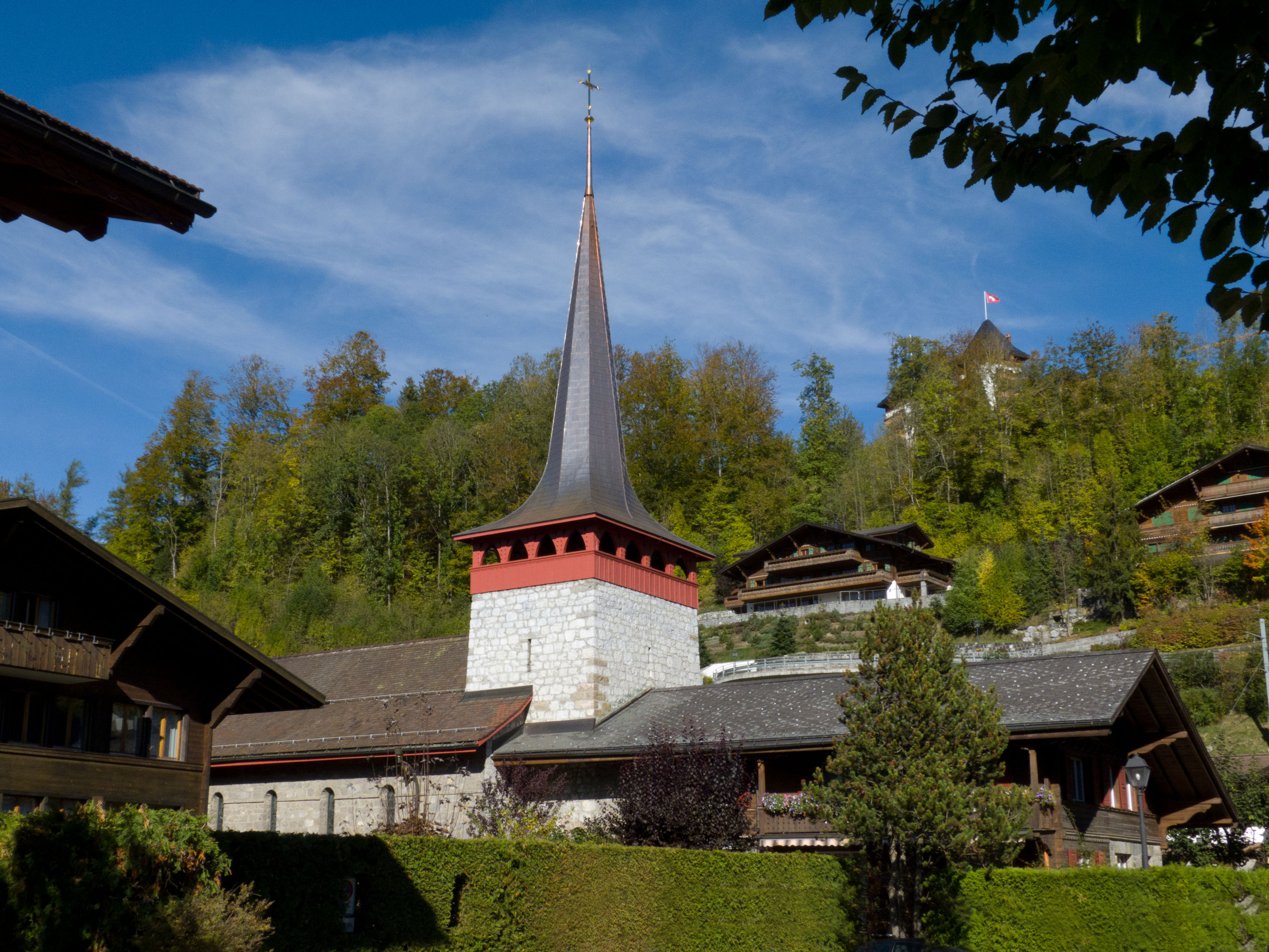
Kirche mit angebautem Pfarrhaus

Der Berner Architekt Karl Indermühle erstellte eine Saalkirche in seinem auch anderen Orts praktizierten Heimatstil für 200 Personen. Sie hat einen eingezogenen Chor in unverputztem Bruchstein-Mauerwerk und einen 30 Meter hohen Spitzturm. Der Vorbau mit gleicher Dachneigung und niedriger angesetztem First bildet den geschützten Eingang. Zehn Rundbogenfenster an den Seitenschiffen bringen Tageslicht ins Innere. Das am Chor angebaute Pfarrhaus im Chaletstil und der Pfarrsaal entstanden 1946. Bei der Renovation 2009 durch Architekt Bühler, Bern, wurde ein Erweiterungsbau angefügt.

### Innenraum und künstlerische Ausstattung

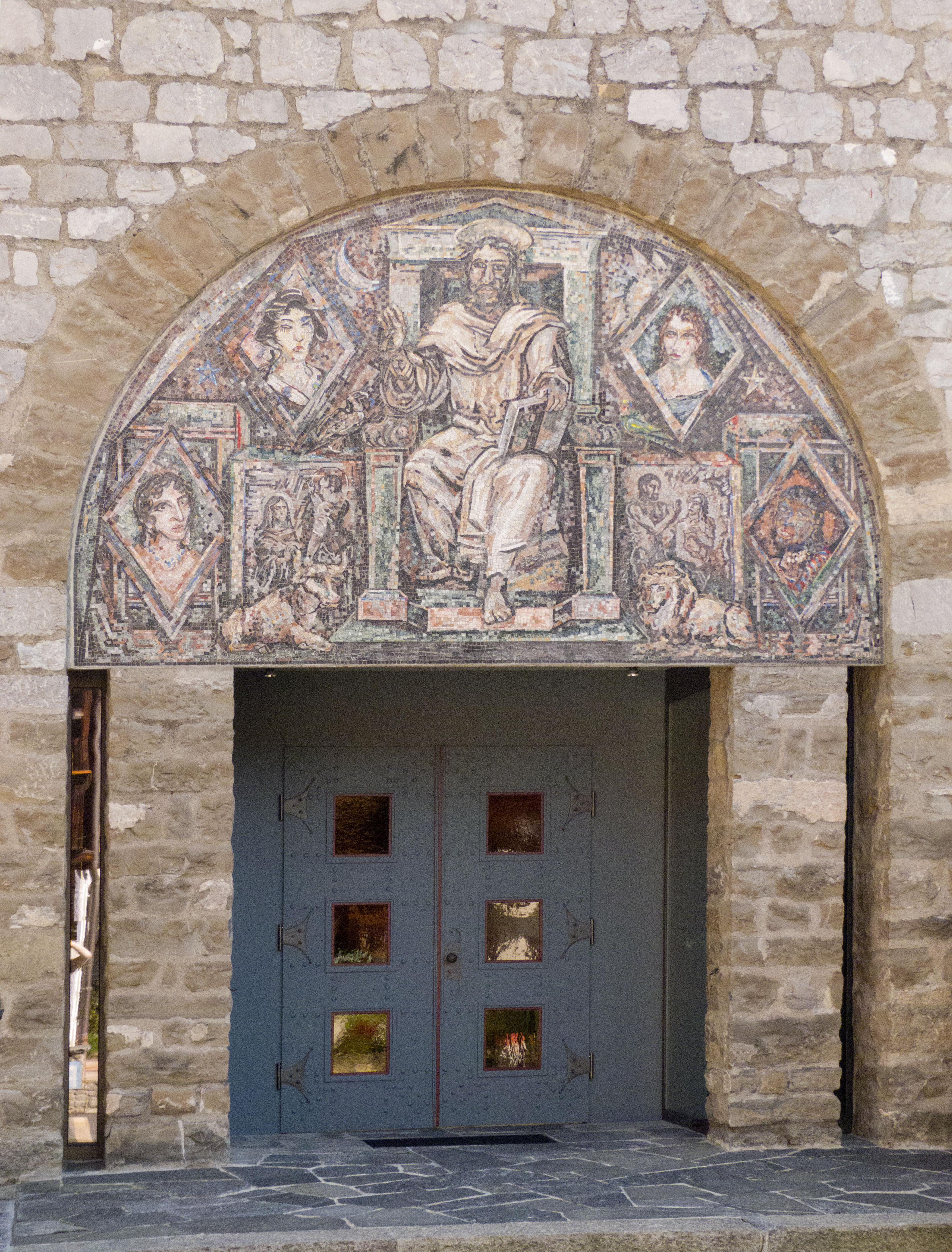
Portal mit Mosaik von Marcel Poncet

Das Mosaik über dem Haupteingang und auch die Glasmalereien der Fenster von Marcel Poncet enthalten Heiligendarstellungen mit Bezug zum Wallis. Mit der Umgestaltung 2009 wurde versucht, die ursprüngliche Farbgebung des Innenraums, die kurz nach der Entstehung übermalt wurde, wiederherzustellen. Den Chorraum dominiert der moderne Flügelaltar von Jörg Niederberger (* 1953), der nach den jeweiligen Bedürfnissen wandelbar ist. Den Altar mit Tabernakel, Ambo, Passionskreuz und Osterleuchter gestaltete der Sarner Bildhauer Kurt Sigrist aus Vulkangestein und Eisen.

### Orgel
1973 erhielt die Kirche eine Orgel von Orgelbau Genf AG mit zehn Registern auf zwei Manualen und Pedal, mit mechanischer Spiel- und Registratur.

### Geläute
Die  erste der vier Glocken wurde 1930 gestiftet. Drei weitere, die ebenfalls von H. Rüetschi, Aarau gegossen wurden, kamen 1971 und 1975 dazu. Stimmung: fis‘ – a‘ – h‘ – cis‘‘